# Poręba Sobaków
Poręba Sobaków (prononciation [pɔˈrɛmba sɔˈbakuf]) est un village de la gmina de Gorzkowice, du powiat de Piotrków, dans la voïvodie de Łódź, située dans le centre de la Pologne.

## Administration
De 1975 à 1998, la localité était attachée administrativement à l'ancienne voïvodie de Piotrków.
Depuis 1999, elle fait partie de la nouvelle voïvodie de Łódź.